# Міністерство Повітряних сил США
Міністерство Повітряних сил США або Департамент Повітряних сил США (англ. United States Department of the Air Force) — одне з трьох військових міністерств у системі міністерства оборони США. Очолює міністерство секретар Повітряних сил США, цивільна особа, яка несе відповідальність за організаційні та адміністративні питання (не несе відповідальність за застосування ВПС у військових операціях) у повітряних силах США.

## Історія
Міністерство було засноване 18 вересня 1947 з метою управління військово-повітряними силами країни під загальним керівництвом цивільної особи — секретаря військово-повітряних сил США (СЕКАФ, англ. SECAF) та увійшло до складу міністерства оборони США на рівних правах з міністерством армії та міністерством військово-морських сил США.
Найвищим військовим начальником в міністерстві є начальник штабу Повітряних сил США.

## Загальна структура

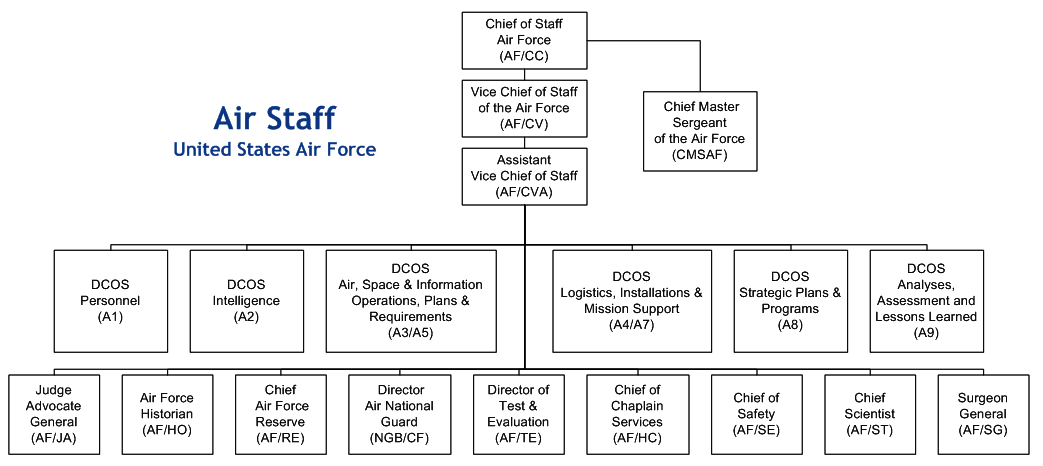
Структура міністерства ВПС США